# Erik Svensson
Erik Svensson (Suecia, 10 de septiembre de 1903-22 de septiembre de 1986) fue un atleta sueco, especialista en la prueba de triple salto en la que llegó a ser subcampeón olímpico en 1932.

## Carrera deportiva
En los JJ. OO. de Los Ángeles 1932 ganó la medalla de plata en el triple salto, con un salto de 15.32 metros, siendo superado por el japonés Chuhei Nambu (oro con 15.72 metros) y por delante de otro japonés Kenkichi Oshima (bronce).